# Unión Deportiva Collerense (femminile)
L'Unión Deportiva Collerense, indicata anche come UD Collerense femenino o semplicemente come Collerense, è una squadra di calcio femminile spagnola, con sede nella città di Palma di Maiorca, principale città dell'isola di Maiorca e capoluogo della comunità autonoma delle isole Baleari.
Fondata nel 1999, ha giocato in Primera División, massimo livello del campionato spagnolo femminile di calcio, dalla stagione 2009-2010 alla 2015-2016.
I maggiori risultati ottenuti sono il decimo posto in Primera División, raggiunto nella stagione 2013-2014, e gli ottavi di finale delle edizioni 2010 e 2011 della Copa de la Reina, la Coppa di lega femminile della Spagna.

## Palmarès
- Segunda División Femenina de España: 1

2008-2009

## Organico attuale

### Rosa 2016-2017
Rosa estratta dai siti, Federació Futbol de les Illes Balears (FFIB), lapreferente.com e futbolesta.com.
| N. |                   | Ruolo | Calciatrice       |
| -- | ----------------- | ----- | ----------------- |
|    | Spagna (bandiera) | P     | Andrea Rodriguez  |
|    | Spagna (bandiera) | P     | Yanira Moreno     |
|    | Spagna (bandiera) | P     | Eva               |
|    | Spagna (bandiera) | D     | Caterina Salom    |
|    | Spagna (bandiera) | D     | Cora Coll Torrens |
|    | Spagna (bandiera) | D     | Esperanza Collado |
|    | Spagna (bandiera) | D     | Margalida Fullana |
|    | Spagna (bandiera) | D     | Margalida Morey   |
|    | Spagna (bandiera) | D     | Maria Vidal       |

| N. |                    | Ruolo | Calciatrice             |
| -- | ------------------ | ----- | ----------------------- |
|    | Spagna (bandiera)  | C     | Andrea Fiol             |
|    | Spagna (bandiera)  | C     | Carolina Vaquer         |
|    | Spagna (bandiera)  | C     | Elisabeth Sanchez       |
|    | Spagna (bandiera)  | C     | Ilham El Kerche         |
|    | Spagna (bandiera)  | C     | Noelia Muñoz            |
|    | Spagna (bandiera)  | C     | Sara García             |
|    | Spagna (bandiera)  | C     | Margarita Peña          |
|    | Spagna (bandiera)  | A     | Maria del Pilar Espadas |
|    | Brasile (bandiera) | A     | Ruth Alvarez            |